# Oscar 1999
Cea de-a 71-a ediție a Premiilor Academiei Americane de Film a avut loc pe 21 martie 1999 la 	Dorothy Chandler Pavilion, Los Angeles, California. Gazda show-lui a fost actrița Whoopi Goldberg (a treia oară). A fost prima dată când ceremonia a avut loc sâmbătă.

## Cel mai bun film
- Shakespeare in Love
- Elizabeth
- Life Is Beautiful
- Saving Private Ryan
- The Thin Red Line

## Cel mai bun regizor
- Steven Spielberg - Saving Private Ryan
- Roberto Benigni - Life Is Beautiful
- John Madden - Shakespeare in Love
- Terrence Malick - The Thin Red Line
- Peter Weir - The Truman Show

## Cel mai bun actor
- Roberto Benigni - Life Is Beautiful
- Tom Hanks - Saving Private Ryan
- Ian McKellen - Gods and Monsters
- Nick Nolte - Affliction
- Edward Norton - American History X

## Cea mai bună actriță
- Gwyneth Paltrow - Shakespeare in Love
- Cate Blanchett - Elizabeth
- Fernanda Montenegro - Central Station
- Meryl Streep - One True Thing
- Emily Watson - Hilary and Jackie

## Cel mai bun actor în rol secundar
- James Coburn - Affliction
- Robert Duvall - A Civil Action
- Ed Harris - The Truman Show
- Geoffrey Rush - Shakespeare in Love
- Billy Bob Thornton - A Simple Plan

## Cea mai bună actriță în rol secundar
- Judi Dench - Shakespeare in Love
- Kathy Bates - Primary Colors
- Brenda Blethyn - Little Voice
- Rachel Griffiths - Hilary and Jackie
- Lynn Redgrave - Gods and Monsters

## Cel mai bun film străin
- Life Is Beautiful (Italia)
- Central do Brasil (Brazilia)
- Children of Heaven (Iran)
- The Grandfather (Spania)
- Tango (Argentina)

## Cel mai bun scenariu adaptat
- Bill Condon - Gods and Monsters, bazat pe romanul lui Christopher Bram
- Scott Frank - Out of Sight, bazat pe romanul lui Elmore Leonard
- Elaine May - Primary Colors, bazat pe romanul lui Joe Klein
- Scott B. Smith - A Simple Plan, bazat pe un roman semnat de el însuși
- Terrence Malick - The Thin Red Line, bazat pe romanul lui James Jones

## Cel mai bun scenariu original
- Marc Norman și Tom Stoppard - Shakespeare in Love
- Warren Beatty și Jeremy Pikser - Bulworth
- Vincenzo Cerami și Roberto Benigni - Life Is Beautiful
- Robert Rodat - Saving Private Ryan
- Andrew Niccol - The Truman Show